# Frații Golești
Frații Golești este denumirea colectivă sub care sunt desemnați cei patru fii pe care i-a avut marele ban din Țara Românească Dinicu Golescu cu soția sa Zoe Farfara:
Ștefan Golescu (1809-1874), Nicolae Golescu (1810-1877), Radu Golescu (1814-1882) și Alexandru C. Golescu (1818-1873).
Tatăl și fiii sunt imortalizați în Monumentul lui Dinicu Golescu din București.

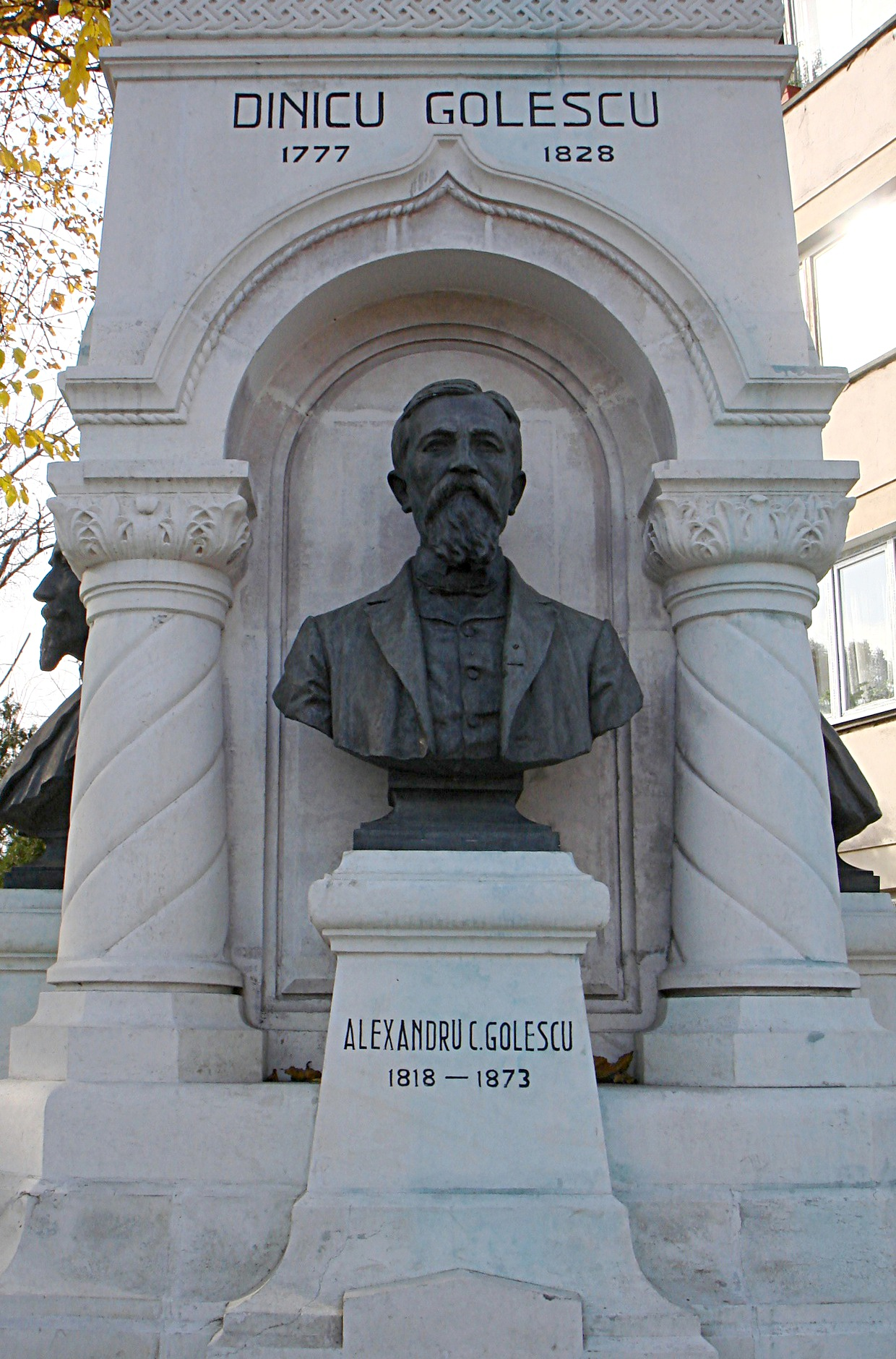
Alexandru C. Golescu
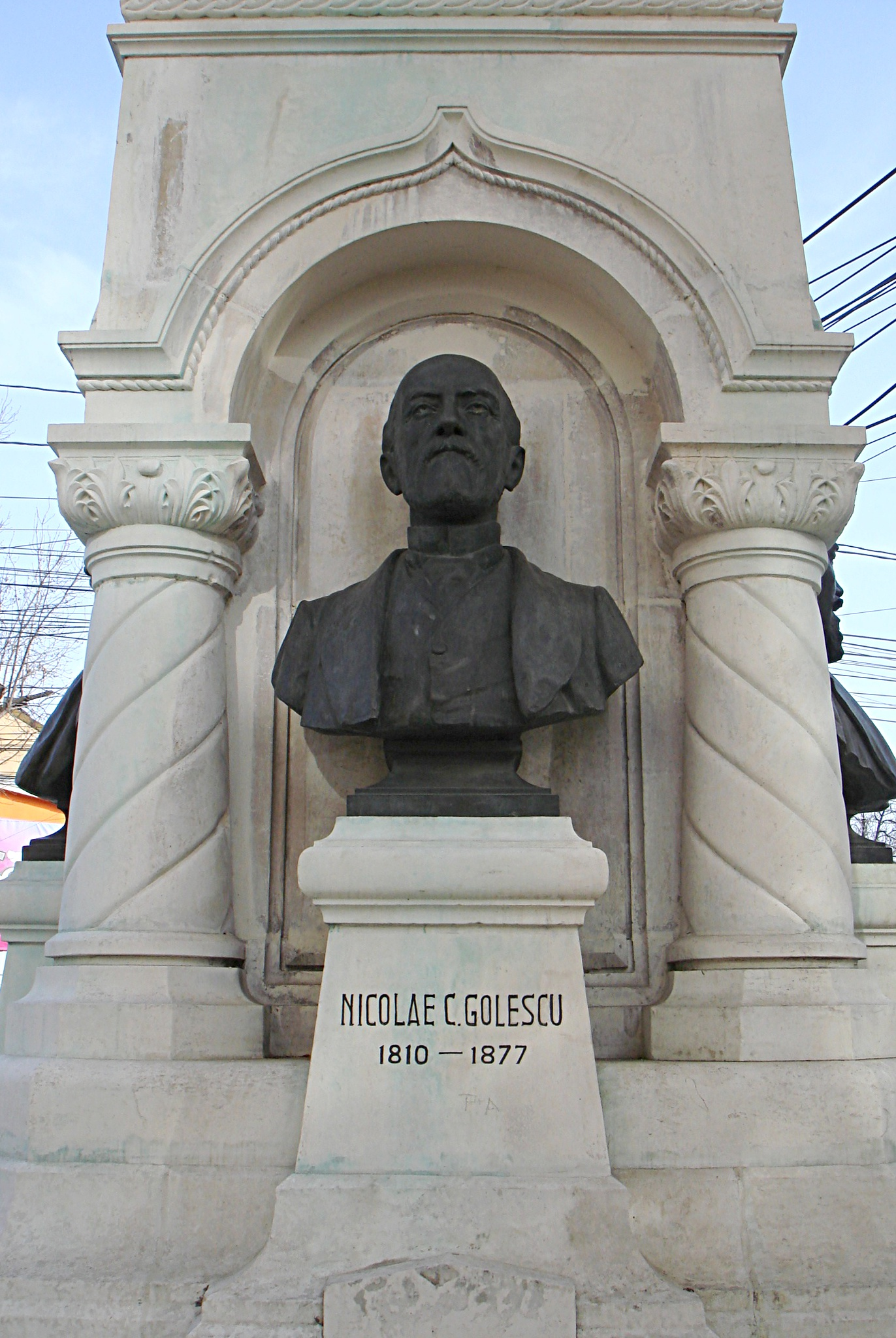
Nicolae Golescu
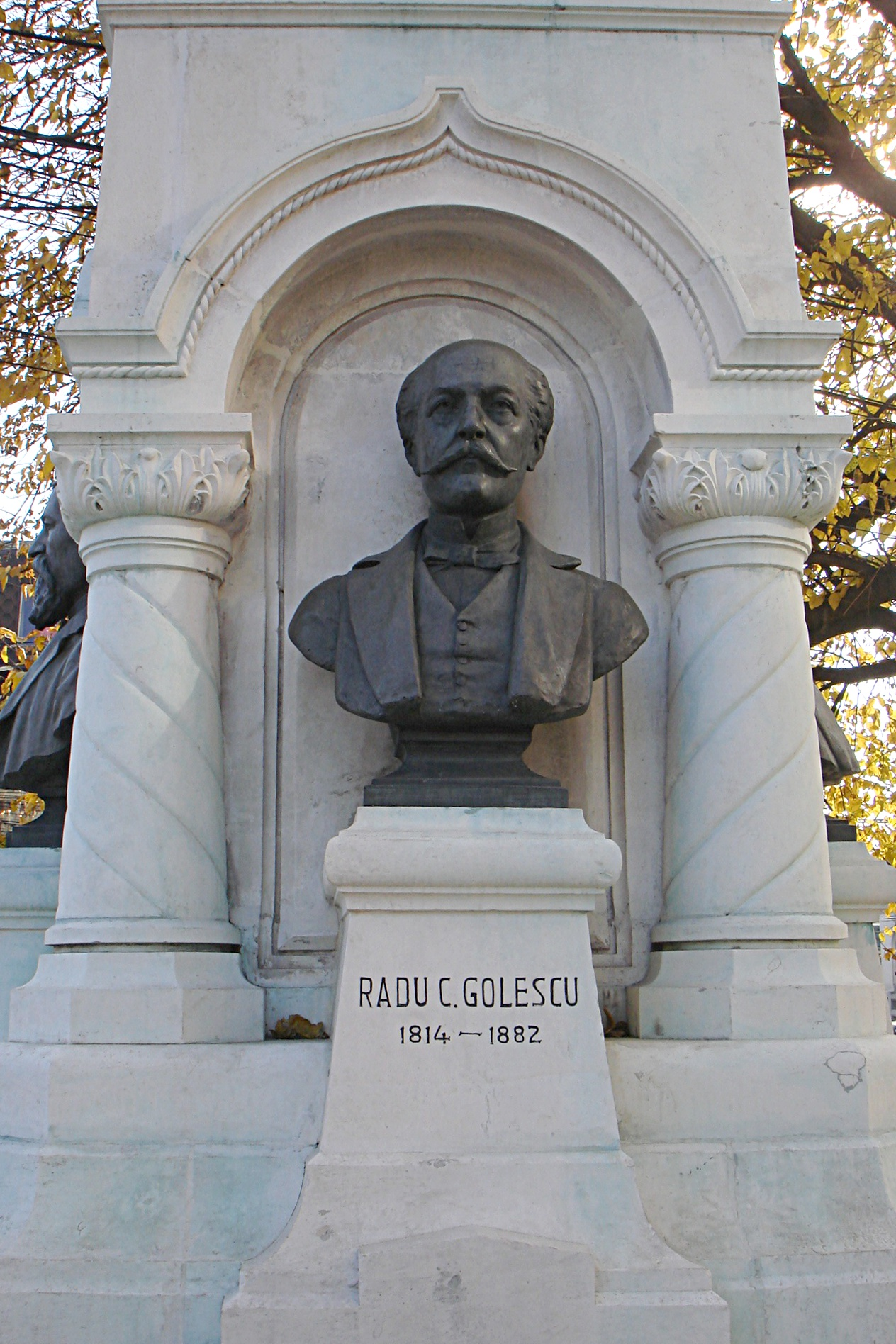
Radu Golescu
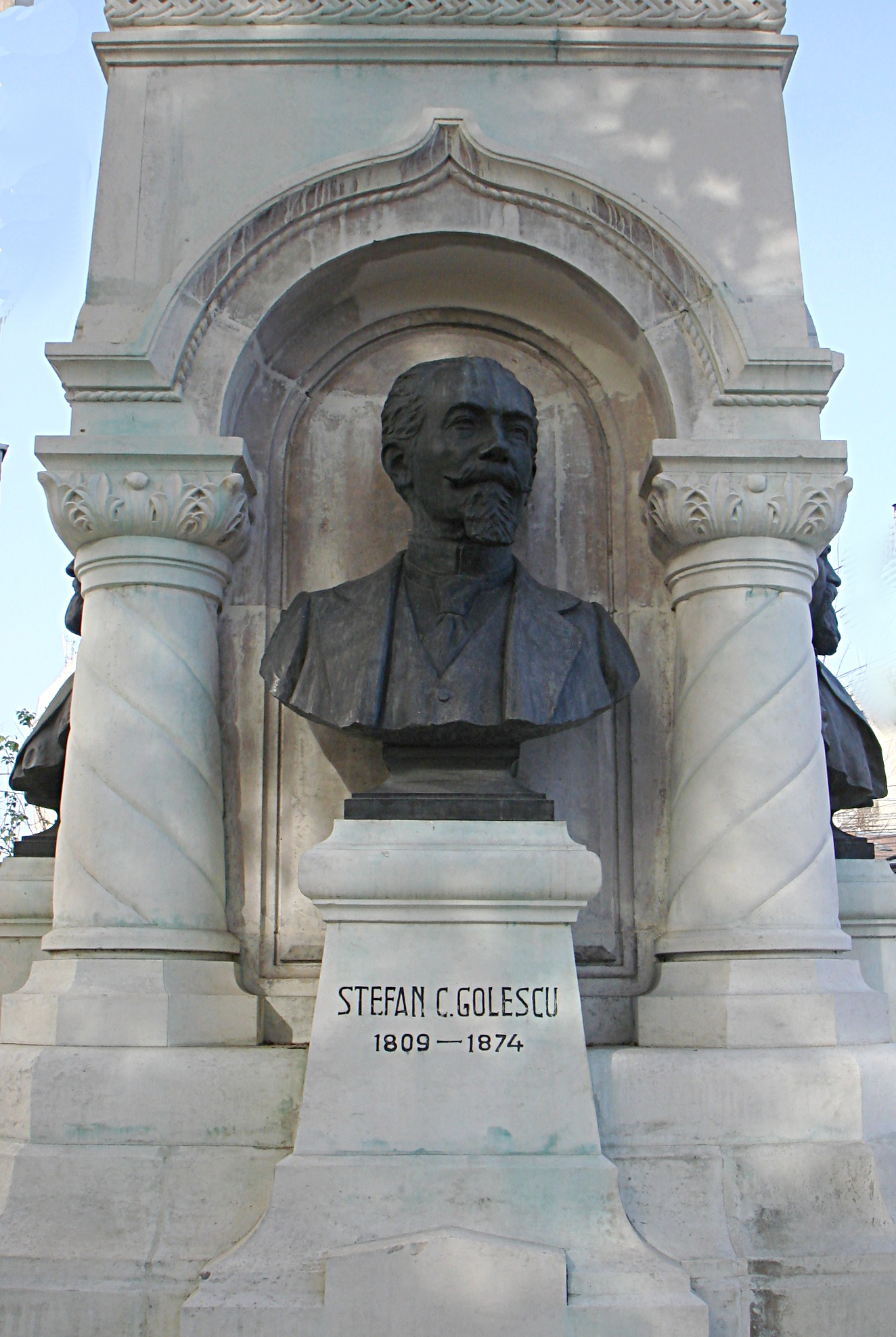
Ştefan Golescu
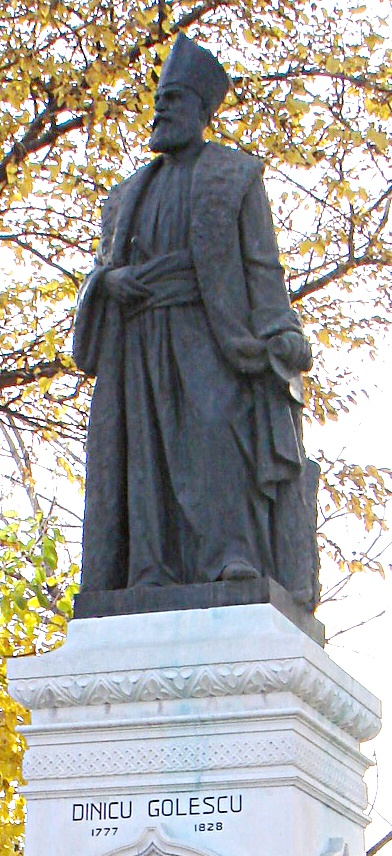
Dinicu Golescu